# Dana Morávková
Dana Morávková (* 29. července 1971 Písek) je česká herečka, moderátorka, choreografka a bývalá krasobruslařka.

## Život

### Dětství a dospívání
Dana Morávková se narodila v roce 1971 v Písku v jižních Čechách do rodiny matematika a inženýrky ekonomie. Je jedináček. Její otec zemřel, když jí bylo patnáct let, a zůstala sama s matkou.
V dětství se věnovala baletu, gymnastice a krasobruslení. Je dvojnásobnou juniorskou mistryní republiky v krasobruslení – tancích na ledě.

### Vzdělání
Od roku 1989 do roku 1993 studovala herectví na DAMU (kde získala titul MgA.) a hned poté choreografii na HAMU (kde získala druhý titul MgA.), kterou dostudovala v roce 1998.

### Profesní
Poprvé se objevila v roce 1993 v Činoherním studiu Ústí nad Labem, kde setrvala do roku 1994. Poté vystupovala i v angažmá Divadla Na zábradlí (1993–1998), od roku 2002 působí v Divadle Bez zábradlí.
První filmovou roli ztvárnila ve svých 14 letech (v roce 1985), jako Dora ve filmu Veronika.
Má za sebou již desítky filmových i divadelních rolí, v roce 2004 se jí podařilo obsadit roli i v americkém trháku Van Helsing. V České republice se dostala do všeobecného povědomí nejprve jako moderátorka Snídaně s Novou na TV Nova, jako herečka např. v pohádce Z pekla štěstí 1–2 (1999; 2001), nebo v komedii Kameňák (2003), do roku 2009 se pravidelně objevovala v zábavném pořadu Hádej, kdo jsem, v pořadu TV Primy Prima jízda a v seriálu Velmi křehké vztahy (v pokračování vysoce úspěšné řady s názvem Rodinná pouta, kde také hrála). Od roku 2009 hraje v Ordinaci v růžové zahradě Zdenu Tichou-Suchou.
Roku 2012 se účastnila páté řady taneční televizní soutěže StarDance ...když hvězdy tančí, kde spolu s profesionálním tanečníkem Jiřím Heinem skončili na pátém místě.
Je tváří kosmetické značky Pevonia.
V roce 2014 navrhla kolekce kabelek.

### Soukromý život
Jejím manželem je od 18. října 1996 hudební skladatel a klavírista Petr Malásek. Mají spolu syna Petra (* 1998).

## Filmografie

### Herecká filmografie
- 1985 – Veronika (dcera Němcové, Dora)
- 1986 – Gottwald (Marta Gottwaldová ml.) [TV seriál]
- 1986 – Bloudění orientačního běžce (Mirka)
- 1987 – O podezíravém králi (Joyce) [TV film]
- 1987 – Vlastivědné muzeum [TV minisérie]
- 1988 – Princezna Husopaska (princezna Aurinie)
- 1988 – Rodáci [TV seriál]
- 1988 – Los Amores de Kafka
- 1989 – Romeo a Julie na venkově (Vreli) [TV film]
- 1989 – Fubu (zlatovlasá panna) [TV film]
- 1989 – Šípková Růženka
- 1989 – Princezna husopaska
- 1990 – Princezna Slonbidlo (princezna Felicie zvaná Feliška) [TV film]
- 1990 – Kouř
- 1991 – Osudné dveře [TV film]
- 1991 – Láska zlatnice Leonety (Oreta) [TV film]
- 1991 – Král a zloděj (Jolana) [TV film]
- 1992 – Život a dílo skladatele Foltýna
- 1992 – Světýlka z blat (bludička) [TV film]
- 1992 – Don Gio (bruslící servírka)
- 1992 – Náhrdelník (Lena Lützow) [TV seriál]
- 1993 – O zázračné mouše (princezna) [TV film]
- 1993 – Arabela se vrací aneb Rumburak králem Říše pohádek (pasačka krav Karolína) [TV seriál]
- 1994 – Příliš hlučná samota (mladá Mančinka)
- 1994 – Noční mora (Kateřina) [TV film]
- 1994 – Laskavý divák promine – díl Den jsou dvě srdce lidská šťastna spolu (Lidunka) [TV film]
- 1995 – Srpnové výkřiky
- 1995 – Ruleta (Julie)
- 1996 – Naši naši furianti (divadelní záznam)
- 1997 – Jak se dělá opera (Anni / Juliet Brooková) [TV film]
- 1998 – Jezerní královna
- 1999 – Z pekla štěstí (Dora)
- 1999 – Z pekla štěstí [TV seriál]
- 2001 – Z pekla štěstí 2 (Dora)
- 2001 – Presso (koncipientka) [studentský film]
- 2002 – Prsten kohouta Alektrya (myška Sisi) [TV film]
- 2002 – Andělská tvář (Margot Pinaudová)
- 2003 – Kameňák (učitelka Vlasta)
- 2004 – Van Helsing (číšnice zachráněná pomocníkem Van Helsinga)
- 2004 – Snowborďáci [TV seriál]
- 2004 – Kameňák 2 (učitelka Vlasta)
- 2004–2007 – Rodinná pouta (Ing. Andrea Lišková-Skálová-Rubešová) [TV seriál]
- 2007–2009 – Velmi křehké vztahy (Ing. Andrea Rubešová) [TV seriál]
- 2009 – Líbáš jako Bůh (Jitka)
- 2009 – Čepel smrti (starostka) [video film]
- Od 2009 – Ordinace v růžové zahradě 2 (doktorka Zdena Tichá-Suchá) [TV seriál]
- 2010 – Jseš mrtvej, tak nebreč (Zapletalová) [TV film]
- 2012 – Zítra [studentský film]
- 2012 – Poslední výkřik (Vrabcová)
- 2013 – Kameňák 4 (učitelka Vlasta)
- 2014 – Šťastná (profesorka Černá)
- 2014 – Lovci a oběti (učitelka)
- 2014 – Jakub a jeho pán [divadelní záznam]
- 2015 – Vánoční Kameňák

### Dokumentární
- 2001 – Sestřičky
- 2014 – Obnažený národ (v rámci cyklu Český žurnál)

### TV pořady
- O poklad Anežky České
- Český bodyguard
- 1994 – Snídaně s Novou
- 1994 – Caruso show
- Úsměvy
- Sama doma
- Čtveráci
- 2000–2004 – Prima jízda
- Volejte Novu
- Pavlač Ester Kočičkové
- 2006 – Inkognito
- 2007 – Jak se staví sen
- 2007–2009 – Hádej, kdo jsem
- 2008 – Top star magazín
- 2009 – Top star magazín
- 2010 – Anno 2009
- 2010 – Top star magazín
- 2010 – VIP zprávy
- Vínečko
- 2011 – VIP zprávy
- 2011 – TýTý 2010
- 2011 – Top star magazín
- 2011 – Show Jana Krause
- 2011 – Do roka a do dna
- Barrandovský videostop
- 2012 – Všechnopárty
- 2012 – TýTý 2011
- 2012 – 18 je jen začátek
- Nic není nemožné
- 2012 – V luftě s Jakubem Kohákem
- 2012 – StarDance ...když hvězdy tančí
- 2012 – StarDance ...kolem dokola
- 2013 – Polívka na víně
- 2013 – Máme rádi Česko
- 2013 – Kurňa, co to je?
- 2013 – StarDance ...když hvězdy tančí
- 2014 – Souboj národů
- 2014 – Ceny Thálie 2013
- Od 2014 – Kdo je kdo
- 2017 – Kdo to ví?

### Dabing
- TV film Ghoulies – Tamara De Treaux (Greedigutová)
- TV film Ďábelská hra – Rose McGowan (Courtney)
- TV film Dr. Giggles
- TV film Mumie žije
- TV film Rock a Doodle
- TV film Takeover
- TV film Volný den Ferrise Buellera
- 19xx – TV seriál Gumídci – (Akvariána)
- 19xx – TV film Malý krámek hrůz – Ellen Greene (Audrey)
- 199× – TV film Žhavé místo – Jennifer Connelly (Gloria Harperová)
- 199× – TV film Když se čas naplnil – Barbara Carrera, Veronica Hamel (Iolani, Nikki)
- 199× – TV film Flintstoneovi – Rosie O'Donnell (Betty Rubbleová)
- 199× – TV film Dokonalý džentlmen – Victoria Rowell (Celia Kirbyová)
- 199× – TV film Bílé písky – Mimi Rogers, Maura Tierney (Molly Dolezalová, Noreen)
- 199× – TV film Mac a já
- 199× – TV film Šampón
- 1990 – TV film 101 dalmatinů – Lisa Davis (Anita)
- 1990 – TV film Princezna Husopaska – (princezna Aurinia)
- 1991 – TV film Dobrodruzi – Irène Tunc (sekretářka)
- 1991 – TV film Rošťáci
- 1991 – TV film Návrat do budoucnosti
- 1992 – TV film Touha smrti – Silvana Gallardo (Rosaria, více rolí)
- 1992 – TV film Přání smrti 2 – Silvana Gallardo (Rosaria, více rolí)
- 1992 – TV film Profesionál – Marie-Christine Descouard (Doris Frederiksenová)
- 1992 – TV film Jak Flintstouni zachránili Vánoce – (Betty, více rolí)
- 1992 – TV film Daňová sezóna – Zara Karen (Lana LaTour + více rolí)
- 1992 – TV film Carrie – Sissy Spacek (Carrie)
- 1992 – TV film Percy
- 1992 – TV film Hvězdná srážka
- 1992 – TV film Na dlažbě[6]
- 1993 – TV seriál Auto dělá člověka
- 1993 – TV film Šepoty ve tmě – Deborah Kara Unger (Eve)
- 1993 – TV film Rudé slunce – Monica Randall (Maria)
- 1993 – TV film Noční můra v Elm Street 3: Bojovníci ze sna – Jennifer Rubin (Taryn Whiteová)
- 1993 – TV film Křik – Heather Graham (Sára)
- 1993 – TV film Kalifornie – Juliette Lewis (Adele Cornersová)
- 1993 – TV film Hráč – Anjelica Huston, Cynthia Stevenson (sama sebe, Bonnie Sherowová, další role)
- 1993 – TV film Cooganův styl – Melodie Johnson (Millie)
- 1993 – TV film Piraňa 2: Létající zabijáci
- 1993 – TV film Cooganův trik
- 1994 – TV film Tango a Cash – [dabing ČT] – (články v novinách)
- 1994 – TV film Příliš hlučná samota – Agathe de la Fontaine (Ilonka)
- 1994 – TV film Někdo se dívá – Colleen Camp (Judy)
- 1994 – TV film Líbej mě, Katko! – Ann Millerová (Lois Laneová – Bianca)
- 1994 – TV film Horečka sobotní noci
- 1994 – TV film Critters 2
- 1995–1997 – TV seriál Helena a její chlapci – Laure Guybert, ? (Benedikta, Marjorie)
- 1995 – TV seriál Rybí policie
- 1995 – TV film Za to může Rio – Demi Moore (Nicole Hollisová)
- 1995 – TV film Takoví normální zabijáci – Juliette Lewis (Mallory Knoxová)
- 1995 – TV film Nekonečný příběh 3 – Julie Cox (Dětská Císařovna)
- 1995 – TV film Jízda sedmi statečných – Melissa Murphy (Madge Buchananová)
- 1995 – TV film Harry a Hendersonovi – Margaret Langrick (Sarah Hendersonová)
- 1995 – TV film Domovník – France Dougnac (Véronique Forazová)
- 1995 – TV film Conrack
- 1996 – TV film Zbožňuju trable – Jane Adams, Rebecca Cross (Evans, průvodkyně po Chess)
- 1996 – TV film Rapsodie v Miami – Carla Guginová (Leslie Marcusová)
- 1996 – TV film Tři mušketýři
- 1996 – TV film Panu učiteli, s láskou
- 1996 – TV seriál Kung Fu: Legenda pokračuje
- 1997 – TV film Kalifornie – Juliette Lewis (Adele Cornersová)
- 1997 – TV film Drsný a drsnější – Charlize Theronová (Helga Svelgenová)
- 1997 – TV film Dobrý den, paní Campbellová! – Janet Margolin (Gia Campbellová)
- 1997 – TV film Panu učiteli s láskou 2: Džungle před tabulí
- 1997 – TV film Na útěku
- 1998 – TV film Tajnosti & lži – Claire Rushbrook (Roxanne Purleyová)
- 1998 – TV film Linie násilí – Traci Lind (Cat)
- 1999 – TV film Křídla vášně – Helena Bonham Carterová (Kate Croyová)
- 200× – TV film Sexuální obtěžování – Stephanie Zimbalist (Paula Prattová)
- 2000 – TV film Narušení – Brittany Murphyová (Daisy)
- 2000 – TV film Acid House
- 2000 – TV film Carrie 2
- 2000 – TV film Instinkt lovce
- 2001 – TV film Vzhůru nohama – Monica Potter (Amanda)
- 2001 – TV film Shrek – Cameron Diaz (Fiona)
- 2001 – TV film Řekni, že to tak není – Sarah Silvermanová (Gina)
- 2001 – TV film Jako pavouk – Monica Potter (Jezzie Flanniganová)
- 2002 – TV seriál Hvězdná brána – 6. série – Sarah Deakins (Tanis Reynardová)
- 2002–2003 – TV seriál Okouzlení – 3. série[7]
- 2003 – TV seriál Okouzlení – 4. série – Daniela Piazza (Sestra Marie)[7]
- 2003 – TV seriál Osudová láska – Andrea Torre (Magdalena Sánchezová-Fernándezová)
- 2003 – TV seriál Návrat do ráje – Megan Williams (Cassie Jonesová)
- 2003 – TV film Chyť mě, když to dokážeš – Elizabeth Banksová (Lucy)
- 2004 – TV seriál 24 hodin – 1. série – Kara Zediker (Elizabeth Nashová)
- 2004 – TV film Van Helsing – (číšnice)
- 2006 – TV film Jenom člověk – María Botto (Tania Daliová)
- 2006 – TV film Červený nos – Michèle-Barbara Pelletier (Céline Bourgeois)
- 2006 – TV film Neprůstřelný mnich
- 2007 – TV film Impyho zázračný ostrov
- 2007 – TV seriál Čarodějky – 8. série – Marnette Patterson (Christy Jenkins + další role)
- 2007 – TV film Poslední polibek – Lauren Lee Smith (Lisa)
- 2007 – TV film Ošklivé káčátko a já – (kvočna, více rolí)
- 2007 – TV film Vnitřní nepřítel
- 2008 – TV seriál 24 hodin – 4. série – Lana Parrilla (Sarah Gavinová)
- 2008 – TV film Kráska a pirát – Claire Keimová (Elizabeth)
- 2009 – TV seriál Dva a půl chlapa – 1. série – Jennifer Taylor, Liz Vassey (Suzanne, Kate)
- 2009 – TV film Čepel smrti – Dana Morávková (starostka)
- 2009 – TV film Anna Franková – (hlas dozorkyně)
- 2009 – TV film Zkratky ke štěstí
- 2009 – TV film Don Chichot
- 2009 – TV film Jane Doe: Zmizení[8]
- 2010 – TV film Alfa a Omega
- 2012 – TV film Firma – Juliette Lewis (Tammy)
- 2013 – TV film Království lesních strážců
- 2014 – TV seriál Červené růže – Maria Fuchs (Carla Saravakosová)
- 2014 – TV seriál Motiv – Svetlana Efremova (Dr. Monika Harperová), Joanne Wilson, Jennifer Conroyová), další role
- 2014 – TV seriál Místo činu – Maja Maranow (Lisa Pietschová)
- 2014 – TV seriál Dívka odjinud – 4. série – Emmanuelle Vaugier (Evony Morriganová)
- 2014 – TV film Zmizelá – Missi Pyle (Ellen Abbottová)
- 2014 – TV film Kobra
- 2015 – TV seriál Velkolepé století – 4. série – Dolunay Soysert (Gracia Mendesová-Nasiová)
- 2015 – TV film Pixely – Michelle Monaghanová (Violet van Pattenová)
- 2015 – TV film Jezero vs. Anakonda – Yanci Butler (Reba)
- 2015 – TV film Birdman – Merritt Wever (Annie)
- 2015 – TV film Návrat blbýho a blbějšího – Laurie Holdenová (Adele)
- 2015 – TV film Druhý báječný hotel Marigold[9][10]

## Divadlo

### Vybrané divadelní role
- Divadlo DISK
  - 1992 – Lhář (Rosaura) – divadelní představení na DAMU[11]
  - 1992 – Její pastorkyňa (Karolka) – divadelní představení na DAMU[12]
  - Tracyho tygr (Laura)
  - 1992 – Jmenuji se Tom Tracy (Laura Luthyová) – vystupovala v alternaci s Michaelou Kuklovou (divadelní představení na DAMU)[13]
  - 1993 – Kurva svatá (Koucká)[14]
- Činoherní studio Ústí nad Labem
  - 1993 – Lhář (Rosaura)[15]
  - 1994 – Valašská čtverylka (Heva)[16]
- Divadlo Na zábradlí
  - 1993 – Silná v zoologii (Irma Nabucco-Břízová)[17]
  - 1996 – Maryša, po pravdě však Mařka čili To máš za to, bestio (Strouhalka)[18]
  - 1997–1999 – Ztížená možnost soustředění (Renata, milenka Dr. Eduarda Humla, vědeckého prac.)[19]
  - Revizor (Máša)
  - 1994 – Story - The Treatment (Nicky)[20]
  - 1994 – Naši naši furianti (Nedochodilová Markýtka)[21]
  - 1994 – Arcibiskupův strop (Irina)[22]
  - 1995–1999 – Cabaret (Heidi)[23]
- Divadlo Bez zábradlí
  - Od 2000 – Bez roucha aneb Ještě jednou zezadu (Poppy Norton-Taylorová) – vystupuje v alternaci s Petrou Hobzovou[24]
  - Od 2005 – Jakub a jeho pán (Agatha / matka)[25]
  - Od 2009 – Terasa (žena z Agentury)[26]
  - Od 2010 – 2x Woody Allen (Riverside Drive / Old Saybrook) (Sheila)[27]
  - Od 2011 – Indická banka – vystupuje v alternaci s Ninou Divíškovou a Johanou Tesařovou[28]
  - 2013 – Čekání na Turka[29]
  - Od 2014 – Jistě, pane premiére[30]
- Městská divadla pražská (Divadlo ABC)
  - 2006 – Postel plná cizinců – vystupovala v alternaci[31]
- Divadlo U Hasičů
  - 2002 – Kaktusový květ (Antonie)[32]
  - 2006–2010 – Čtyři pokoje do zahrady (Jessica / Líza)
  - Od 2006 – Postel plná cizinců – vystupuje v alternaci s Markétou Plánkovou, Petrou Špindlerovou a původně také se Zuzanou Dřízhalovou[33]
  - Od 2010 – Columbo - Vražda na recept (Klára Flemmingová) – vystupuje v alternaci s Kateřinou Macháčkovou[34]
- Agentura Harlekýn
  - Od 1998 – Víš přece, že neslyším, když teče voda (Dorothy, Jill) – vystupuje v alternaci s Evou Janouškovou a původně Kateřinou Hrachovcovou[35]
  - 2002 – Kaktusový květ
- Docela velké divadlo
  - 2004 – Rekvizitárna aneb Večer pro mé přátele – vystupovala v alternaci s Kateřinou Macháčkovou[36]
  - Od 2007 – Milion liber (Phillipa Jamesová)[37]
- Divadlo Broadway
  - 2010 – Columbo - Vražda na recept (Klára Flemmingová) – vystupuje v alternaci s Kateřinou Macháčkovou[34]
- Divadelní společnost On Stage! – Divadlo Broadway
  - 2010 – Na úrovni – vystupovala v alternaci[38]
  - 2011 – Ve dvou se to lépe táhne aneb Peklo v hotelu Westminster (Pamela Willeyová) – vystupovala v alternaci s Ivanou Jirešovou[39]
- Divadlo Gong
  - 2001 – Chytrá horákyně (chytrá horákyně) – pohybová spolupráce[40]
  - 2002 – Franta Nebojsa aneb Strach má velké oči – vystupovala v alternaci s Petrou Hobzovou[41]
- Křižíkova fontána
  - 1995 – Rusalka (Rusalka) – vystupovala v alternaci s Andreou Černou[42]
- Divadlo Skelet
  - 2002 – Létající snoubenky (Jane) – vystupovala v alternaci s Klárou Doležalovou[43]
- Branické divadlo
  - Víš přece, že neslyším, když teče voda (Dorothy)

### Choreografie
- Divadlo Na prádle
  - Ať žije život! Aneb klub ztracených talentů – kabaret – podílí se jako tvůrce choreografie
- Divadlo Na zábradlí
  - 1995–1999 – Cabaret (Heidi)[23]
  - 1997 – Absolventské představení studentek taneční katedry HAMU oboru choreografie[44]
- Docela velké divadlo
  - Od 1996 – Čert a Káča – podílí se jako tvůrce choreografie
  - 2003 – Loupežník Rumcajs – podílí se jako tvůrce choreografie[45]
  - 2004 – Láska a smrt (Carmen - Labutí jezero)[46]
  - 2004 – Labutí princezna[47]
  - Od 2005 – Čert a Káča[48]
  - 2006 – Cesta za Julií[49]
  - 2006 – Romeo a Julie[50]
  - Od 2007 – Princ Bajaja – podílí se jako tvůrce choreografie[51]
  - Od 2010 – Šípková Růženka – podílí se jako tvůrce choreografie[52]
- Divadlo Minor
  - 1997–2001 – Ukradený měsíc[53]
- Státní opera Praha
  - 2005 – Rusalka – tvůrce choreografie[54]
- Divadlo J. K. Tyla
  - 1998 – Čertoviny – balet, libreto[55]
- Divadlo Gong
  - 2001 – Chytrá horákyně – pohybová spolupráce
- Lyra Pragensis
  - 2007 – Klub ztracených talentů[56]
- Palác Akropolis
  - 2010–2014 – Smrt v růžovém – podílí se jako tvůrce choreografie[57]

## Choreografie
- 1997 – Esther – pohybová spolupráce
- Divadlo Minor
  - 1997 – Ukradený měsíc – pohybová spolupráce
- 1997 – Cabaret – muzikál
- 1997 – Alenka v říši divů – Dětská lední revue
- 1998 – Rusalka – opera
- Divadlo J. K. Tyla
  - 1998 – Čertoviny – balet, libreto
- 1999 – Prsten kohouta Alektrya – TV
- 2000 – Karkulka v říši kouzel – Dětská lední revue
- Divadlo Gong
  - 2001 – Chytrá horákyně – pohybová spolupráce
- 2002 – Andělská tvář – TV film
- 2002 – Popelka – muzikál
- Divadlo Na prádle
  - Ať žije život! Aneb klub ztracených talentů – kabaret – podílí se jako tvůrce choreografie
- Docela velké divadlo
  - Od 1996 – Čert a Káča – podílí se jako tvůrce choreografie
  - 2003 – Loupežník Rumcajs – podílí se jako tvůrce choreografie[45]
  - 2004 – Láska a smrt (Carmen - Labutí jezero)[46]
  - 2004 – Labutí princezna[47]
  - Od 2005 – Čert a Káča[48]
  - 2006 – Cesta za Julií[49]
  - 2006 – Romeo a Julie[50]
  - Od 2007 – Princ Bajaja – podílí se jako tvůrce choreografie[51]
  - Od 2010 – Šípková Růženka – podílí se jako tvůrce choreografie[52]
- Lyra Pragensis
  - 2007 – Klub ztracených talentů[56]
- Palác Akropolis
  - 2010–2014 – Smrt v růžovém – podílí se jako tvůrce choreografie[58]
- Státní opera Praha
  - 2005 – Rusalka – tvůrce choreografie[59]